# Miramar (Córdoba)
Miramar ist ein Badeort im Nordosten der Provinz Córdoba im zentralen Argentinien, gelegen am Ufer des Sees Mar Chiquita. Er hatte zum Stichtage der Volkszählung 2001 1979 Einwohner.
Der Badeort entwickelte sich zwischen 1940 und 1960 zu einem der bedeutendsten Ferienzentren der Provinz. In den 1970er-Jahren zählte der Ort 4500 Einwohner und hatte etwa 110 Hotels. Das bekannteste war in der Zeit nach dem Zweiten Weltkrieg das Hotel Viena, ein monströses Luxushotel, das von einer deutschstämmigen Familie geführt wurde. Um das heute zum Teil überschwemmte Hotel rankt sich eine Vielzahl von Gerüchten, so soll es als Versteck hochrangiger Funktionäre des Nationalsozialismus gedient haben. Diese Gerüchte kamen vor allem zustande, da das Hotel nach wenigen Jahren Aktivität ohne naheliegende Gründe geschlossen wurde. 
Im Jahr 1977 dehnte sich jedoch der See infolge hoher Niederschlagsmengen stark aus und überschwemmte das gesamte Zentrum von Miramar dauerhaft, was einen starken Rückgang der touristischen Aktivitäten zur Folge hatte. Daraufhin ging die Einwohnerzahl auf unter 2000 zurück. Um einen alternativen Wirtschaftszweig aufzubauen, wurden Nutria-Zuchten eingerichtet.
1992 beschloss die Stadtverwaltung, die überschwemmten Teile des Ortes zu sprengen und damit den Weg für eine neue Uferpromenade freizumachen. Diese befindet sich heute in Bau. Miramar hat seitdem einen Teil seiner touristischen Aktivitäten wieder aufnehmen können. 2004 wurde die Errichtung eines gemeinsamen Tourismusprojektes mit dem größeren Nachbarort Balnearia im Landesinneren und den kleineren Orten La Para und Marull, die durch das Hochwasser zu Küstenorten geworden waren, in Angriff genommen.